# Молчаново (Саратовская область)
Молчаново — деревня в Ртищевском районе Саратовской области РФ. Входит в Макаровское муниципальное образование.

## География
Молчаново располагается на берегах реки Карай в 50 километрах от Ртищева и в 222 километрах от Саратова. 

## История
По официальным данным село было основано в 1760 году.
Больше-Молчановский сельский Совет был образован в 1918 году в составе Северской волости Балашовского уезда. Включал в себя один населённый пункт — деревню Большая Молчановка. 25 декабря 1918 года сельсовет вошёл в состав укрупнённой Макаровской волости.
В Царские времена селом управлял помещик Ветчинин. Упоминания о нём есть в Большой Саратовской энциклопедии, упоминание о помещиках Ветчининых также есть в материалах «Ртищевской краеведческой энциклопедии». Особого внимания заслуживает упомянутая в ней помещица Ветчинина Татьяна Александровна подполковница — д. Холудёновка (на 1858), так же есть возможность предполагать, что она владела и д. Молчаново.
16 мая 1924 года территория упразднённого Молчановского сельсовета вошла в состав Северского сельсовета.

## Население
| 2010 |
| ---- |
| 62   |

## Фотографии

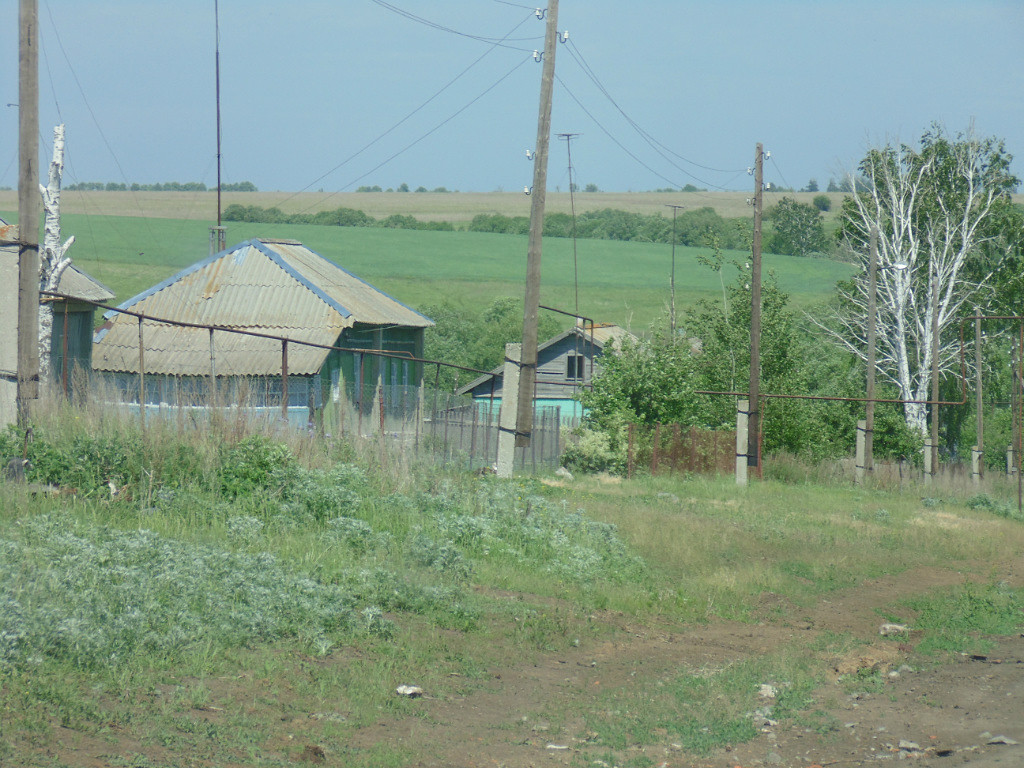
Молчаново на въезде
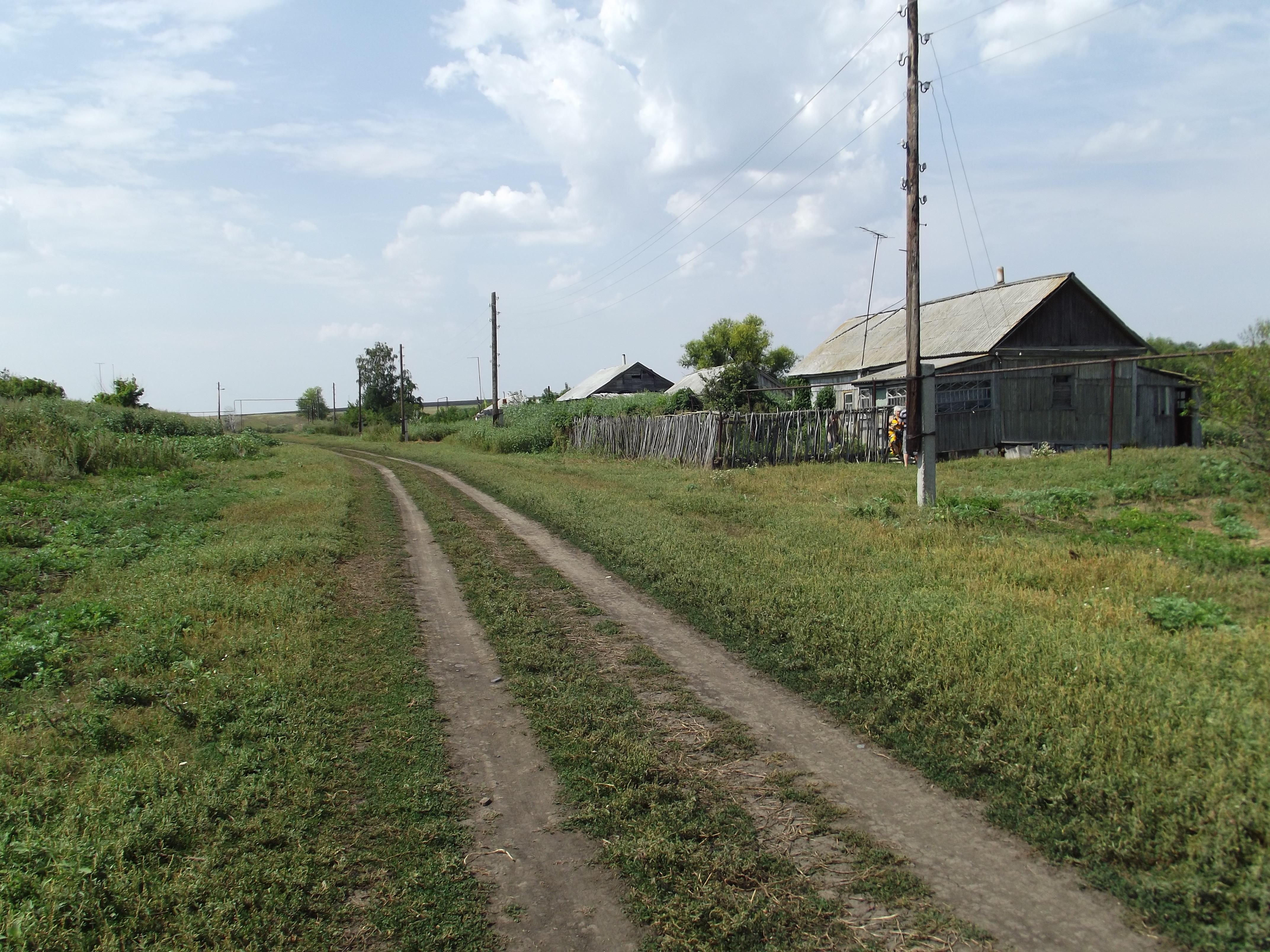
Одна из улиц